# Lost on You (singolo LP)
Lost on You è un singolo della cantautrice statunitense LP, pubblicato il 20 novembre 2015 come secondo estratto dal terzo EP Death Valley e incluso nel quarto album in studio omonimo.

## Tracce
Testi e musiche di Laura Pergolizzi, Mike Del Rio e Nate Campany.
1. Lost on You – 4:26

## Classifiche

### Classifiche settimanali
| Classifica (2016-24) | Posizione massima |
| -------------------- | ----------------- |
| Austria              | 4                 |
| Belgio (Fiandre)     | 18                |
| Belgio (Vallonia)    | 1                 |
| Bielorussia          | 137               |
| Cile                 | 14                |
| Francia              | 1                 |
| Germania             | 42                |
| Italia               | 5                 |
| Kazakistan           | 187               |
| Paesi Bassi          | 72                |
| Paraguay             | 111               |
| Polonia              | 1                 |
| Portogallo           | 65                |
| Repubblica Ceca      | 12                |
| Russia               | 1                 |
| Slovacchia           | 13                |
| Spagna               | 60                |
| Svizzera             | 5                 |
| Ucraina              | 1                 |
| Ungheria             | 38                |

### Classifiche di fine anno
| Classifica (2016) | Posizione |
| ----------------- | --------- |
| Belgio (Fiandre)  | 99        |
| Belgio (Vallonia) | 37        |
| Italia            | 29        |
| Russia            | 6         |
| Svizzera          | 54        |
| Ucraina           | 23        |
| Classifica (2017) | Posizione |
| Belgio (Vallonia) | 44        |
| Russia            | 66        |
| Svizzera          | 62        |
| Ucraina           | 22        |
| Classifica (2018) | Posizione |
| Ucraina           | 100       |

### Classifiche di fine decennio
| Classifica (2010-19) | Posizione |
| -------------------- | --------- |
| Russia               | 54        |
| Ucraina              | 29        |